# Salbader (Zeitschrift)
Der Salbader (von: seichter, frömmelnder Schwätzer) ist eine deutschsprachige Literatur-Zeitschrift. Die Nr. 48 erschien im Herbst 2022. Der Schwerpunkt der veröffentlichten Texte liegt auf kurzen, unterhaltsamen Geschichten, die traditionell aus dem Umfeld der Berliner Lesebühnen stammen. Der Salbader wurde 1989 von Bov Bjerg, Hans Duschke, Horst Evers und Andreas Scheffler gegründet. Die Redaktion besteht aktuell aus dem Gründer Scheffler sowie den Autoren Thilo Bock, Paul Bokowski, Hinark Husen und Jürgen Witte. Von Heft zu Heft wechselnde Gastredakteure entscheiden bei der Textauswahl mit. Jede Ausgabe wird von einem anderen Zeichner illustriert. Bekannte Autoren, die im Salbader veröffentlichten, waren Ahne, Funny van Dannen, Frank Goosen, Wladimir Kaminer, Ulrich Roski, Jochen Schmidt, Michael Stein und Kirsten Fuchs. Die Illustrationen wurden von F. W. Bernstein, CX Huth, Fil, ATAK, ©TOM, Rattelschneck u. a. gezeichnet.